# Bulwar Piotra Włostowica we Wrocławiu

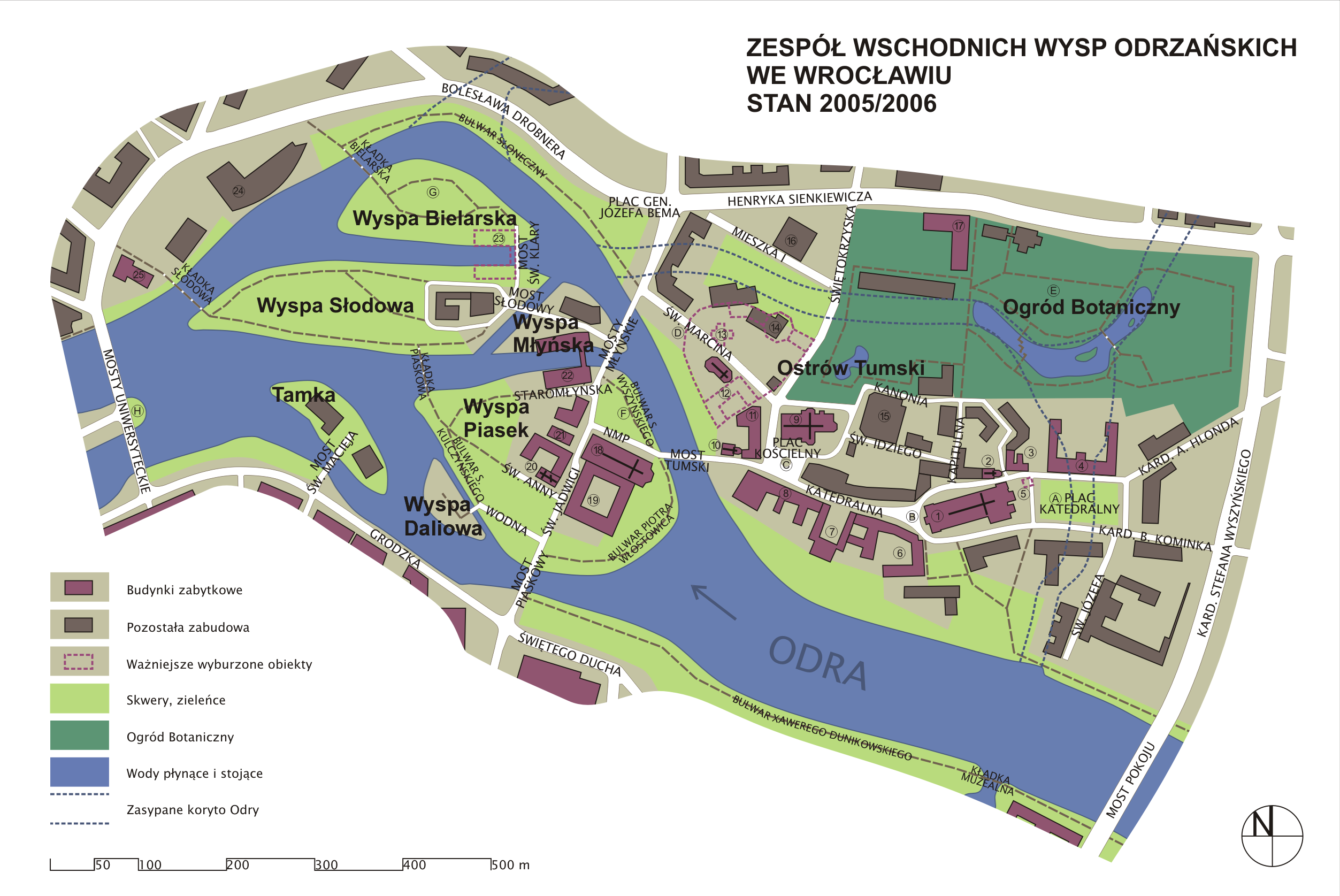
Śródmiejski Węzeł Wodny górny

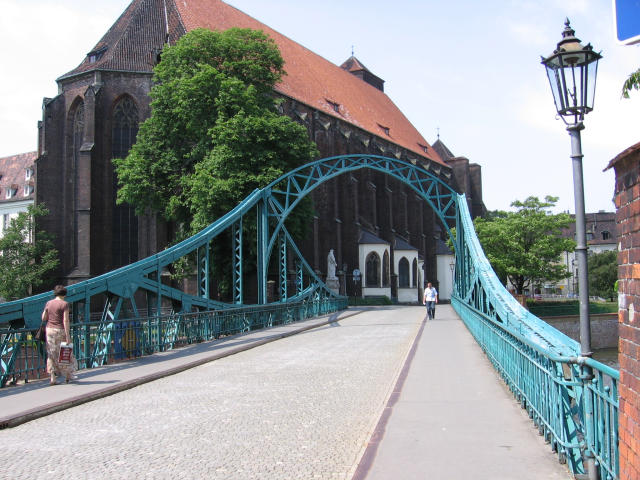
Most Tumski, Bulwar Piotra Włostowica po lewej

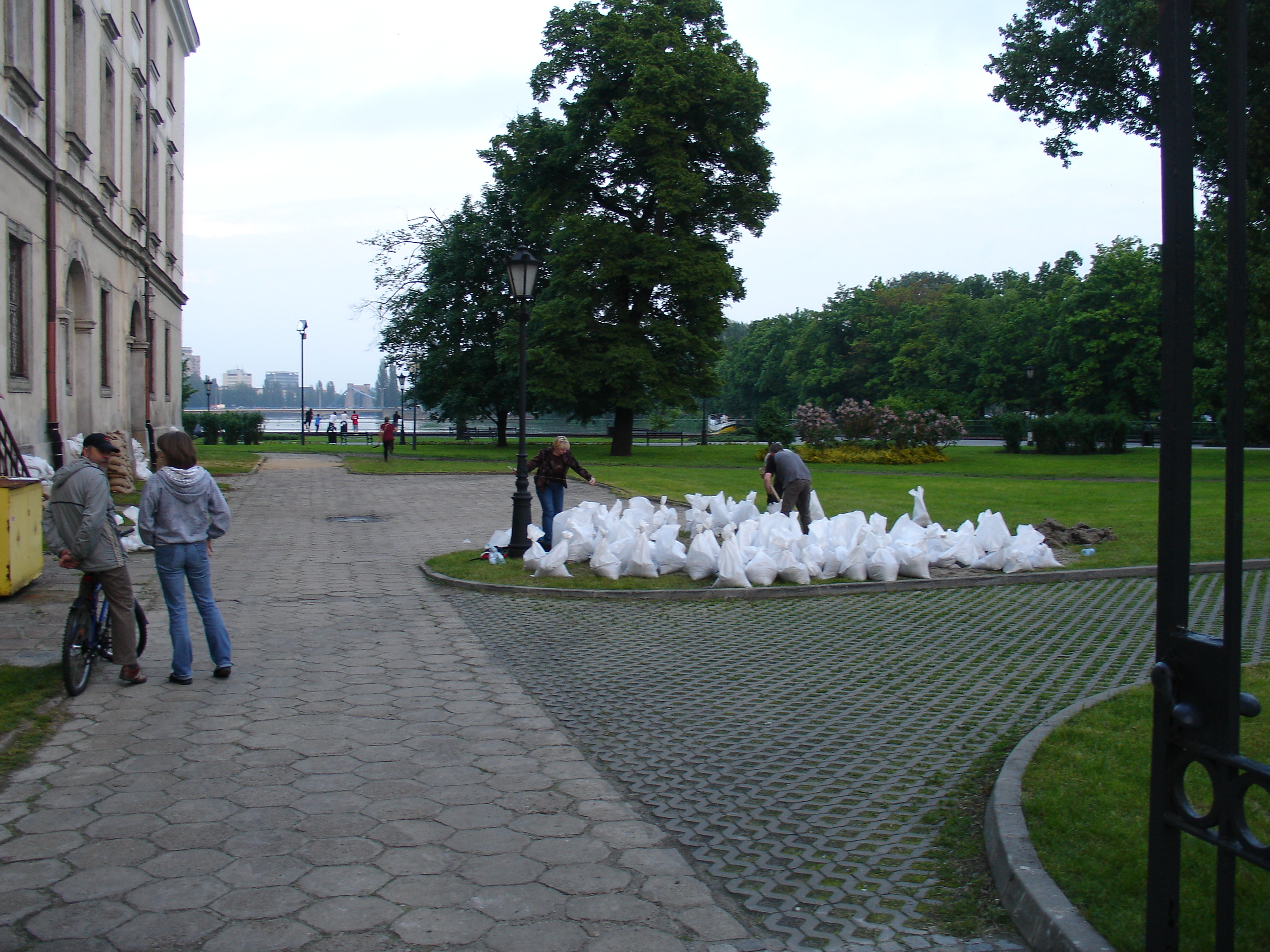
przygotowania do obrony przed powodzią, maj 2010 r.

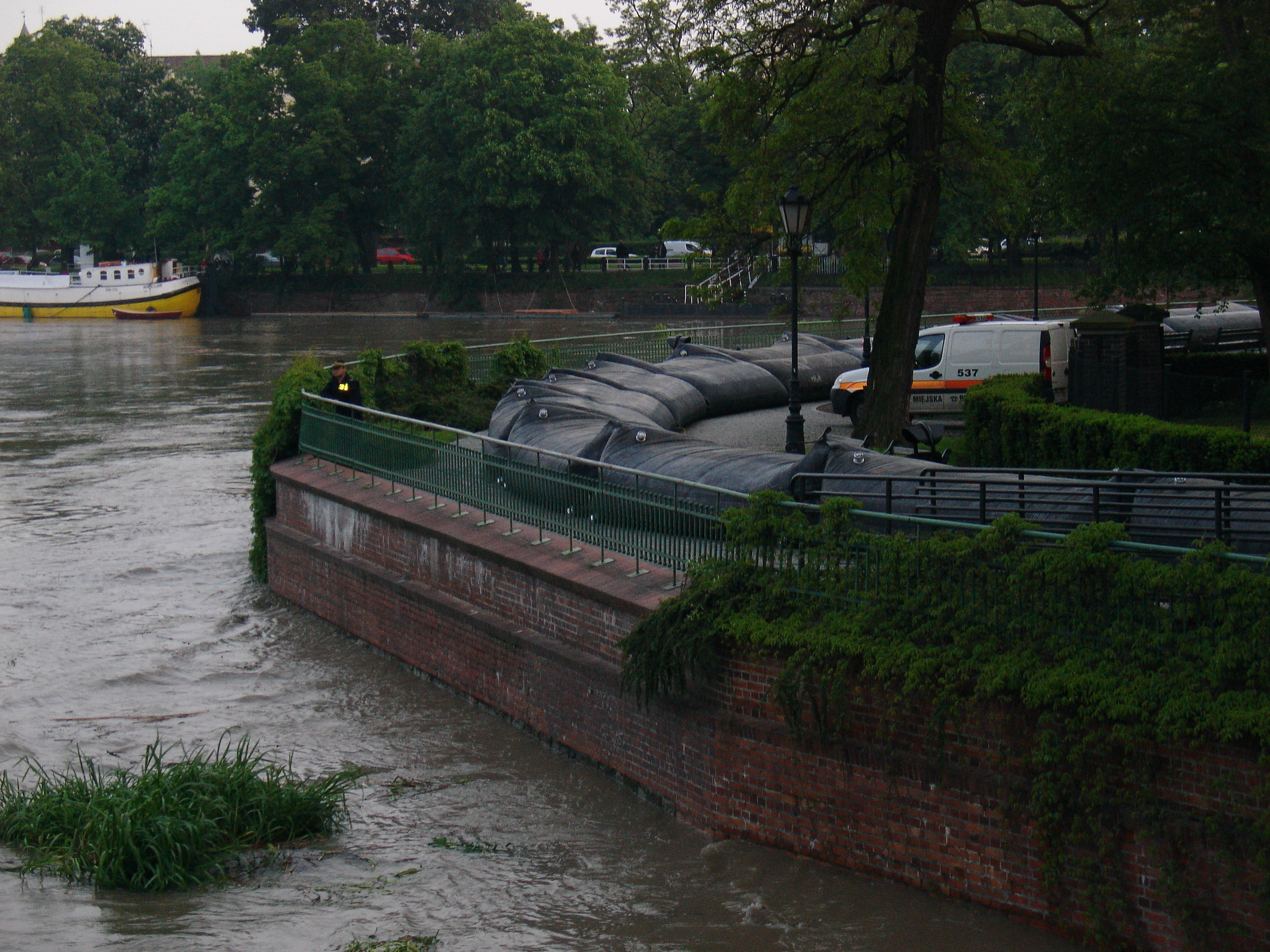
obrona przed powodzią, maj 2010 r.

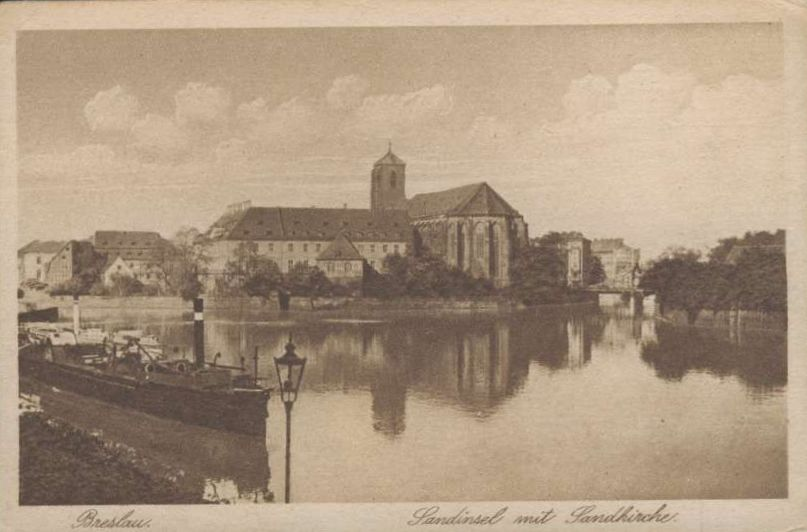
kawałek historii (około 1930 r.)

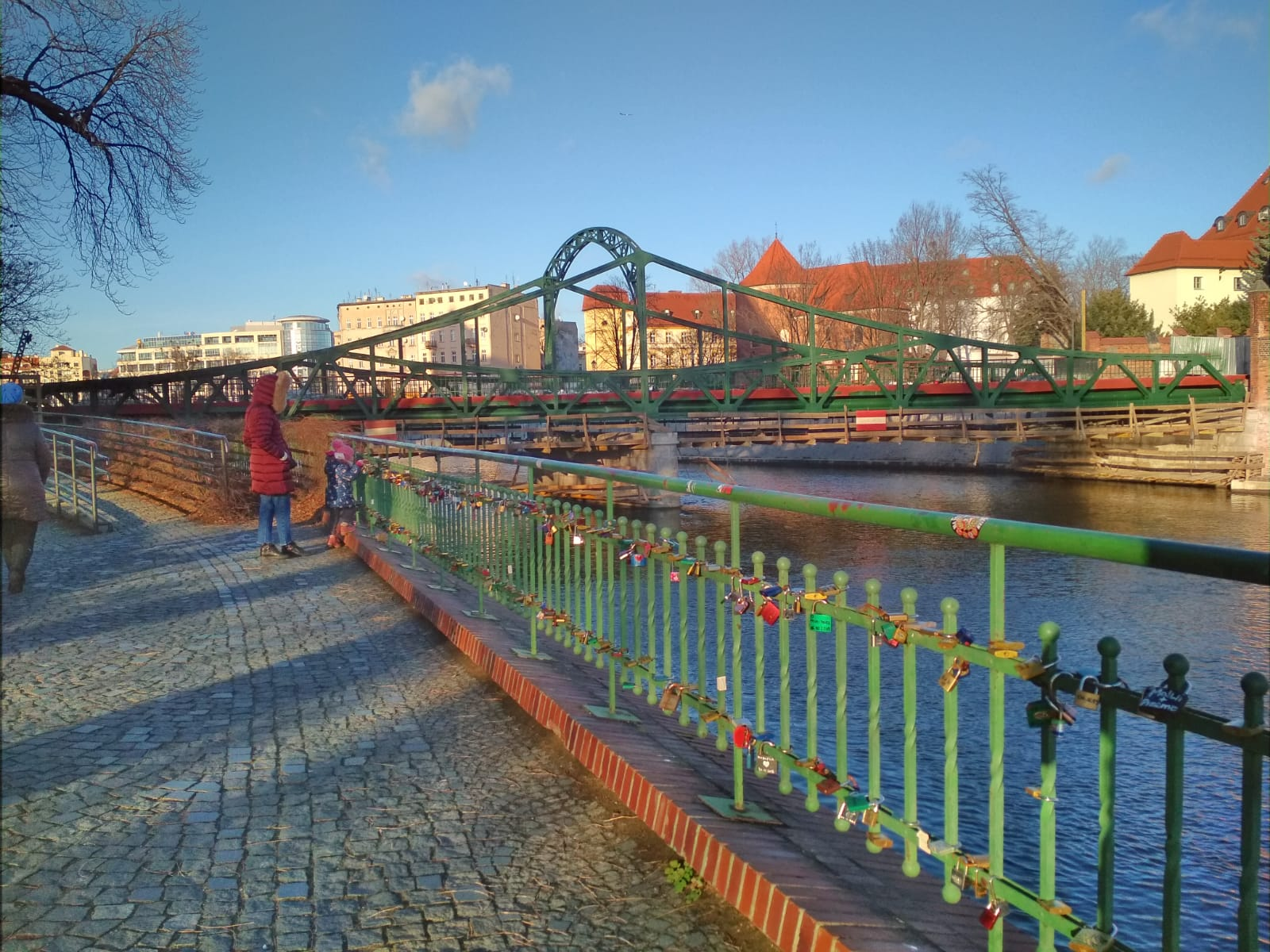
Most Tumski widziany z bulwaru Piotra Włostowica

Bulwar Piotra Włostowica we Wrocławiu, to bulwar położony na brzegu rzeki Odry, jej śródmiejskiego ramienia, w rejonie rozwidlenia koryta na Odrę Północną i Odrę Południową, na Wyspie Piasek. Nazwa tego bulwaru upamiętnia postać Piotra Włostowica, możnowładcę śląskiego z rodu Łabędziów, palatyna Bolesława Krzywoustego, jego włości obejmowały między innymi właśnie Wyspę Piasek. Bulwar jest częścią ciągu bulwarów wokół Wyspy Piasek: Bulwar Stanisława Kulczyńskiego, Bulwar Piotra Włostowica i Bulwar kard. Stefana Wyszyńskiego. Z bulwaru, przez Most Tumski, można przejść do najstarszej części Wrocławia – na Ostrów Tumski. Bulwar położony jest na nabrzeżu wykonanym jako pionowa ściana murowana z cegły – mur oporowy. Deptak spacerowy został zbudowany i otwarty rok po powodzi tysiąclecia z 1997 r. – w 1998 r..
Zgodnie z uchwalonym przez Radę Miejską Wrocławia miejscowym planem zagospodarowania przestrzennego dla tego obszaru, teren Piotra Włostowica przeznaczony jest na bulwar spacerowo–widokowy. Wprowadzono w tym celu stosowaną ochronę w wyżej wymienionej uchwale.
| obiekt                                                                          | opis       | fotografia |
| ------------------------------------------------------------------------------- | ---------- | ---------- |
| Bulwar Stanisława Kulczyńskiego                                                 | bulwar     |            |
| Most Piaskowy ( rej. zab. nr 330/Wm z 15 października 1976 r.)                  | most       |            |
| Ulica św. Jadwigi                                                               | ulica      |            |
| Biblioteka Uniwersytecka na Piasku ( rej. zab. nr 35 z 26 października 1961 r.) | budynek    |            |
| Krasnal Pracz Odrzański                                                         | rzeźba     |            |
| Przystań Kardynalska                                                            | przystań   |            |
| rozwidlenie: Odra Północna – Odra Południowa                                    | bifurkacja |            |
| Kościół Najświętszej Marii Panny ( nr rej. 430/82 z 6.02.1962 r.)               | świątynia  |            |
| Tablica pamiątkowa poświęcona Piotrowi Włostowicowi                             | tablica    |            |
| Ulica Najświętszej Marii Panny                                                  | ulica      |            |
| Most Tumski ( nr rej. 327/Wm z 15.10.1976 r.)                                   | most       |            |
| Bulwar kard. Stefana Wyszyńskiego                                               | bulwar     |            |